# Moanamani Airport
Moanamani Airport är en flygplats i Indonesien.   Den ligger i provinsen Papua, i den östra delen av landet, 3 200 km öster om huvudstaden Jakarta. Moanamani Airport ligger 1 587 meter över havet.
Terrängen runt Moanamani Airport är varierad. Runt Moanamani Airport är det ganska glesbefolkat, med 40 invånare per kvadratkilometer. I omgivningarna runt Moanamani Airport växer i huvudsak städsegrön lövskog.